# Geri Halliwell
Geraldine Estelle Halliwell (født 6. august 1972 i Watford, London) er en engelsk popsanger.
Geri Halliwell blev verdenskendt, da hun slog igennem som Ginger Spice i popgruppen Spice Girls i slutningen af 1990'erne.

## Udgivelser

### Albummer
- 1999: Schizophonic
- 2001: Scream If You Wanna Go Faster
- 2005: Passion

### Singler
- 1999: Look At Me
- 1999: Mi Chico Latino
- 1999: Lift Me Up
- 2000: Bag It Up
- 2001: It's Raining Men
- 2001: Scream If You Wanna Go Faster
- 2002: Calling
- 2004: Ride It
- 2005: Desire

## Eksterne hevisninger
- Wikimedia Commons har flere filer relateret til Geri Halliwell
- Geri Halliwell på DR musik
- Geri Halliwell på Allmusic
- Geri Halliwell på Discogs
- Geri Halliwell på MusicBrainz
- Geri Halliwell på Last.fm
- Geri Halliwell på Last.fm
- Geri Halliwell på Myspace
- Geri Halliwell på Internet Movie Database (engelsk)
- Geri Halliwell på Scope
- Geri Halliwell på Svensk Filmdatabas (svensk)
- Geri Halliwell på AlloCiné (fransk)
- Geri Halliwell på AllMovie (engelsk)
- Geri Halliwell på Turner Classic Movies (engelsk)
- Geri Halliwell på Rotten Tomatoes (engelsk)
- Geri Halliwell på TV Guide (engelsk)
- Geri Halliwell på The Movie Database (engelsk)
- Geri Halliwell på Behind The Voice Actors (engelsk)